# Barry Horne
Barry Horne, född 1952, död 5 november 2001, var en brittisk djurrättsaktivist som dog av leverskador på Ronkswood Hospital i Worcester på grund av de tre hungerstrejker han genomförde medan han avtjänade ett 18-årigt straff för att ha planterat brandbomber i köpcentrum vid butiker som sålde päls och läderprodukter. Horne sade att han försökte få den brittiska regeringen att ha en offentlig utredning om djurförsök i Storbritannien, något som Labour lovat att de skulle göra när innan de kom till makten 1997.
Horne hyllas av radikala djurrättsaktivister världen över på dödsdagen, främst genom manifestationer.